# Parachaenichthys charcoti
Parachaenichthys charcoti är en fiskart som först beskrevs av Vaillant, 1906.  Parachaenichthys charcoti ingår i släktet Parachaenichthys och familjen Bathydraconidae. Inga underarter finns listade i Catalogue of Life.